# ارل مک‌کارتی
ارل مک‌کارتی (به انگلیسی: Earl McCarthy) (زادهٔ ۸ فوریهٔ ۱۹۶۹) شناگر اهل ایرلند است.